# 25 Sagittarii
25 Sagittarii är en misstänkt variabel i stjärnbilden Skytten.
25 Sagittarii varierar mellan visuell magnitud +6,51 och 6,52 utan någon fastställd period. Den befinner sig på ett avstånd av ungefär 4180 ljusår.